# 349
349 (CCCXLIX) je bilo navadno leto, ki se je po julijanskem koledarju začelo na nedeljo.

## Dogodki
- 1. januar

## Smrti
- Wei Shuo, kaligraf